# Космос-2372
Космос-2372 је један од преко 2400 совјетских вјештачких сателита лансираних у оквиру програма Космос.
Космос-2372 је лансиран са космодрома Тјуратам, Бајконур, Казахстан, 25. септембра 2000. Ракета-носач је поставила сателит у орбиту око планете Земље. 